# Dieta de Porvoo

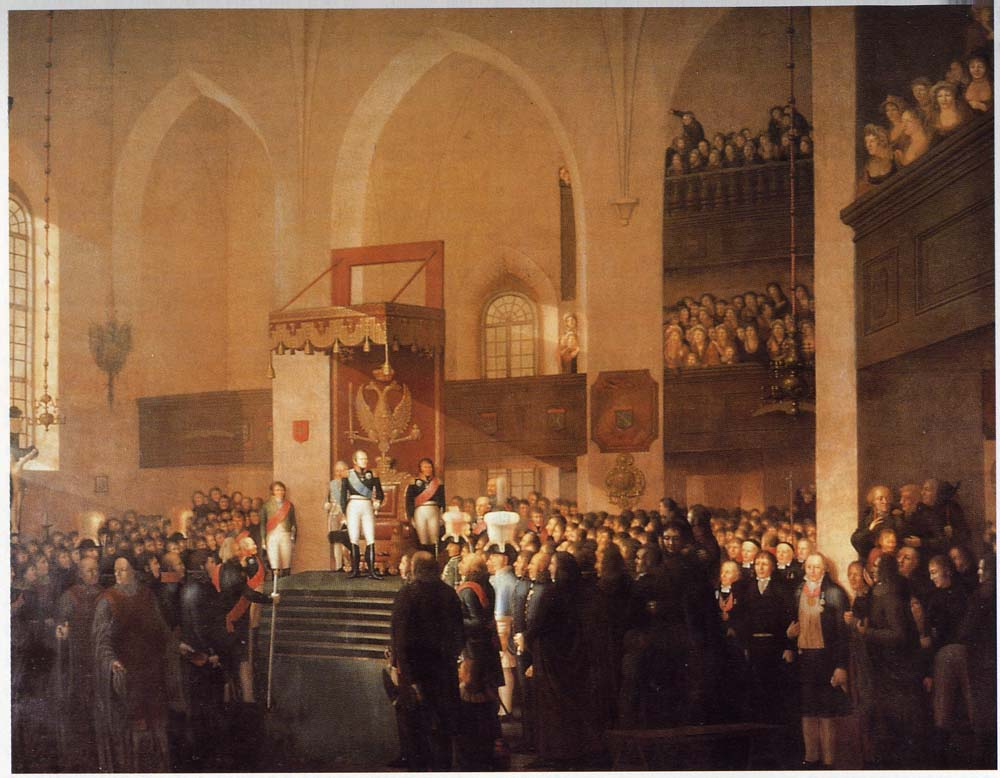
El zar Alejandro I abre la Dieta de Porvoo 1809, de Emanuel Thelning (1812)

La Dieta de Porvoo (en finés: Porvoon maapäivät; en sueco: Borgå landtdag; en ruso: Боргоский сейм) fue la asamblea reunida en Porvoo (Borgå) en marzo de 1809 por orden del zar Alejandro I. Fue convocada para establecer tanto el Gran ducado de Finlandia como al heredero de los poderes del Riksdag de los Estados Generales de Suecia. La sesión de la Dieta se prolongó desde el 25 de marzo hasta el 19 de julio de 1809.

## Historia

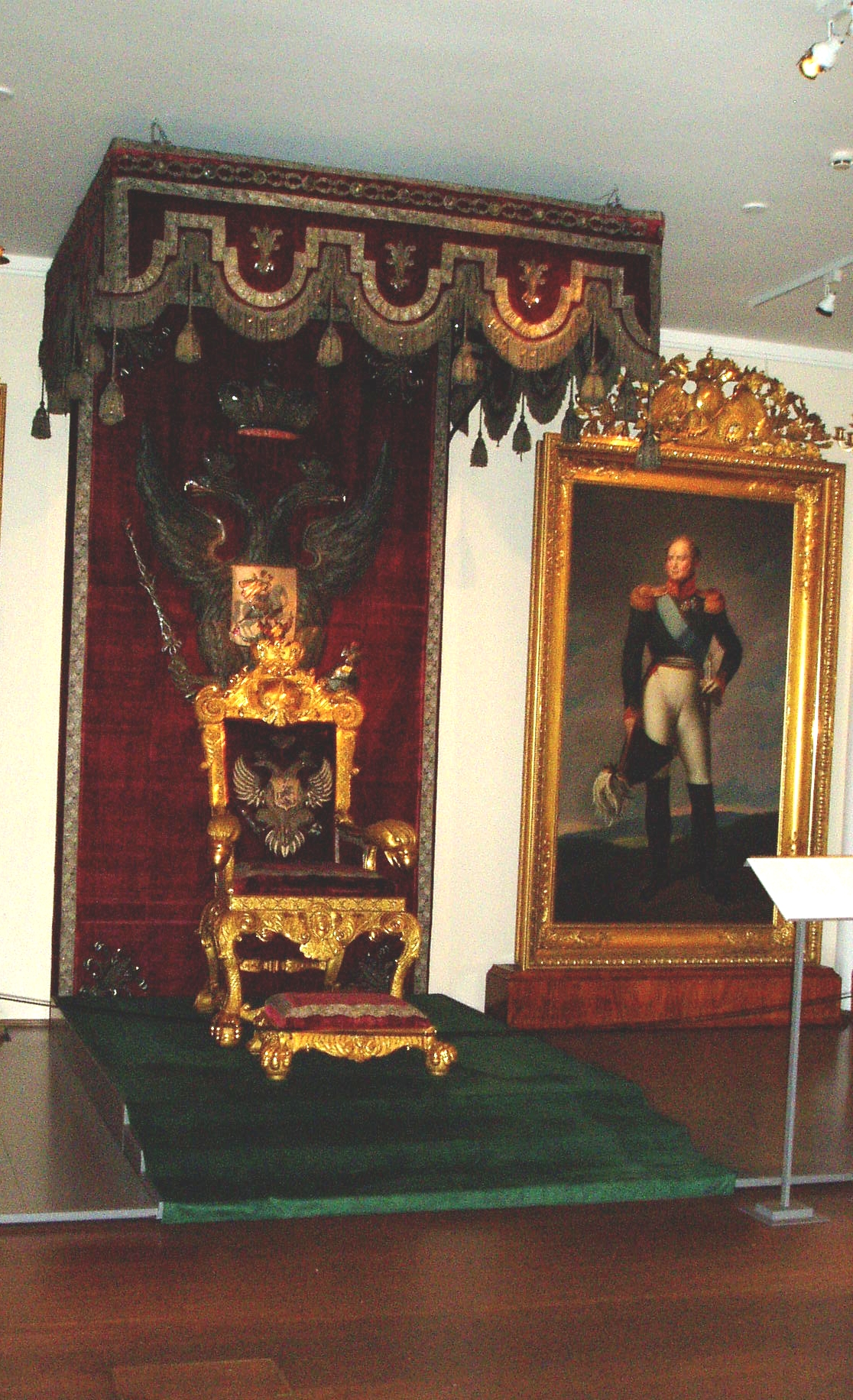
Trono usado por Alejandro I en Porvoo en 1809 (Museo Nacional de Finlandia). El cuadro a la derecha representa a dicho zar

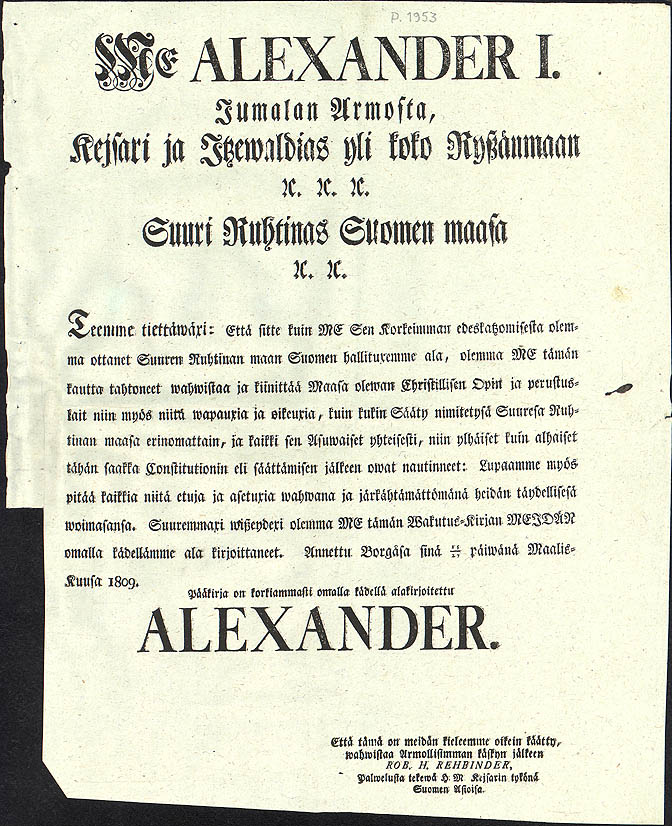
Texto en finés del compromiso de Alejandro I en Porvoo (15-27 de marzo de 1809)

El 1 de febrero de 1809, durante el desarrollo de la Guerra finlandesa (1808-1809) entre Rusia y Suecia, los cuatro estamentos de la Finlandia ocupada por los rusos (nobleza, clero, burguesía y campesinado) recibieron la invitación del zar Alejandro I para reunirse en una Dieta en Porvoo a fines de marzo de ese mismo año.
El principal acontecimiento de esta asamblea fue el compromiso del soberano y los juramentos de los estamentos en la catedral de Porvoo el 29 de marzo. Cada uno de los estamentos juró lealtad y se comprometió a aceptar al zar como gran duque de Finlandia y como la verdadera autoridad, y a mantener de forma inalterada la constitución y la forma de gobierno. A su vez, y pese a la anexión de Finlandia a Rusia como Gran ducado, el zar Alejandro I se comprometió a gobernar Finlandia de acuerdo a sus propias leyes y a permitir al pueblo finés mantener su religión, costumbres y derechos, y la relativa autonomía de la que había gozado siendo parte de Suecia. Esto significaba que el zar confirmaba como la Constitución de Finlandia al instrumento de gobierno sueco de 1772 (la «Constitución gustaviana», que estuvo vigente con solo leves retoques hasta 1919), aunque también se interpretó que implicaba respetar los códigos, normativas y estatutos existentes.
La Dieta solicitó ser nuevamente convocada después de que la Guerra finlandesa hubiese terminado. El 17 de septiembre de 1809, se puso fin al conflicto entre Rusia y Suecia mediante el tratado de Fredrikshamn; sin embargo, pasaron cinco décadas antes de que los estamentos finlandeses fuesen nuevamente convocados.
Posteriormente, durante el auge del nacionalismo finlandés en el siglo XIX, se sostuvo que la Dieta habría implicado la firma de un tratado entre los Estados de Finlandia y Rusia. Según el profesor emérito Osmo Jussila de la Universidad de Helsinki, en Porvoo en 1809 no se estableció ningún Estado por medio de la soberanía del zar y la lealtad de los estamentos sino, más bien, la aprobación del compromiso de mantener el estatus legal existente por ambas partes. La declaración de un tratado entre iguales habría sido solo un recurso inventado para las realidades políticas de la ulterior lucha por la independencia finlandesa.

## Participantes
Los participantes de los cuatro estamentos finlandeses y sus respectivos presidentes fueron los siguientes:
| Estamento   | Número de representantes | Presidente (lantmarskalk)          | Presidente (lantmarskalk) |
| ----------- | ------------------------ | ---------------------------------- | ------------------------- |
| Nobleza     | 75                       | Robert Wilhelm de Geer (1750-1820) | Conde de Tervik           |
| Clero       | 8                        | Jakob Tengström (1755-1832)        | Obispo de Turku           |
| Burguesía   | 20                       | Kristian Trapp (1769-1841)         | Comerciante de Turku      |
| Campesinado | 31                       | Pehr Klockars (1752-1814)          | Juez de Uusikaarlepyy     |

De las 205 familias nobles finlandesas, 130 no estuvieron representadas en la Dieta, y 60 de los representantes no asistieron a la ceremonia inaugural. La burguesía estuvo principalmente representada por comerciantes.